# سالواتوره ویکاری
سالواتوره ویکاری (انگلیسی: Salvatore Vicari؛ زادهٔ ۳۱ ژانویهٔ ۱۹۸۱) بازیکن فوتبال اهل ایتالیا است.
از فیلم‌ها یا برنامه‌های تلویزیونی که وی در آن نقش داشته‌است می‌توان به لرزه‌های زمین اشاره کرد.
از باشگاه‌هایی که در آن بازی کرده‌است می‌توان به باشگاه فوتبال رجینا، باشگاه فوتبال هلاس ورونا، باشگاه فوتبال آسکولی، باشگاه فوتبال مسینا، باشگاه فوتبال مونتسا، باشگاه فوتبال آولینو، و باشگاه فوتبال پالرمو اشاره کرد.
وی همچنین در تیم ملی فوتبال زیر ۲۱ سال ایتالیا بازی کرده‌است.